# سن فرناندو د آتاباپو
سن فرناندو د آتاباپو (به اسپانیایی: San Fernando de Atabapo) یک منطقهٔ مسکونی در ونزوئلا است که در Atabapo Municipalidad واقع شده‌است.